# Buchetskogel
Der Buchetskogel 1271 m ü. NHN auf dem Gemeindegebiet von Bad Wiessee ist ein schwach ausgeprägter Nebengipfel des Grates, den der Fockenstein nach Osten aussendet. Der Buchetskogel ist Teil des Almgeländes der Aueralm und liegt direkt neben der Almhütte.
Er kann zu Fuß oder per Mountain-Bike auf gleichem Weg wie zur Aueralm erreicht werden.